# Johan Mathias Ambrosius
Johan Mathias Ambrosius, född 8 februari 1843 i Lunds domkyrkoförsamling, Malmöhus län, död 5 augusti 1932 i Göteborgs Annedals församling, Göteborg, var en svensk pedagog.
Ambrosius blev filosofie doktor i Lund 1868, adjunkt vid Lunds folkskoleseminarium 1869, folkskoleinspektör i Lunds stift 1874-1881, för Göteborgs stad 1882-1908, ordförande i allmänna svenska föreningen för vården om sinnesslöa och fallandesjuka 1916-28; medlem i flera kungliga kommittéer av pedagogisk art. Ambrosius har utgett bland annat Om den förnuftiga känslan (1868), Läsebok för småskolan (1885-86), som utkommit in många upplagor, Undersökning av sinnesslöa barns psykiska utvecklingstillstånd (1919-20) med flera böcker.
Han är begravd på Östra kyrkogården, Göteborg